# Bengallärka
Bengallärka (Plocealauda assamica) är en fågel i familjen lärkor inom ordningen tättingar. Den förekommer i öppna gräsmarker och fält i södra Asien, från norra Indien till västra Burma. Arten är nära släkt med gräshoppslärka, indokinesisk lärka och burmalärka, och tidigare behandlades de som en och samma art. IUCN kategoriserar den som livskraftig.

## Utseende och läten

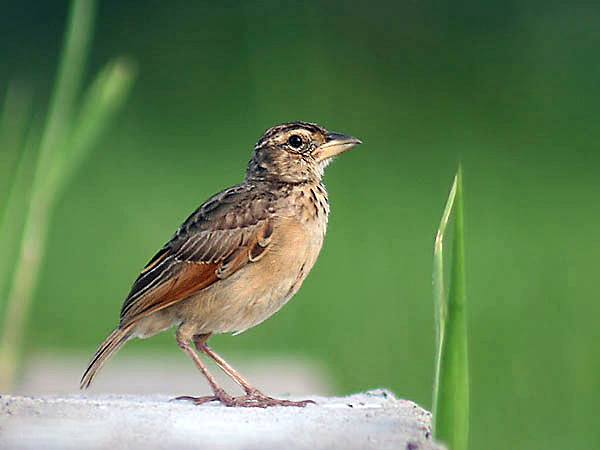
Bengallärka fotograferad i Kolkata.

Bengallärkan är en 16 cm lång och rätt knubbig lärka med kraftig näbb, kort stjärt, korta vingar och rätt långa ben. Den har rostfärgat inslag i vingen, rostbeigefärgade yttre stjärtpennor, tydligt mörkfläckat bröst. Den har även mörka fläckar på örontäckarna och kring strupsidan och undersidan har en ljust rostbeige anstrykning. Jämfört med nära besläktade gräshoppslärkan är ovansidan grå och undersidan mer rostfärgad. Sången består av en upprepad serie med tunna, ljusa och tvåstaviga toner, vanligen levererad i en utdragen sångflykt.

## Utbredning och systematik
Fågeln förekommer från norra Indien till södra Nepal, Bhutan, Bangladesh och västra Myanmar. Den behandlas som monotypisk, det vill säga att den inte delas in i några underarter. Tidigare inkluderade den dock gräshoppslärkan (Plocealauda affinis), indokinesisk lärka (P. erythrocephala) och burmalärkan (P. erythroptera) som underarter. Dessa urskiljs dock som egna arter baserat på skillnader i läten, sångflykt, beteenden och habibatval. Bengallärkan hybridiserar troligen med gräshoppslärkan i ett litet område i nordöstra Indien.

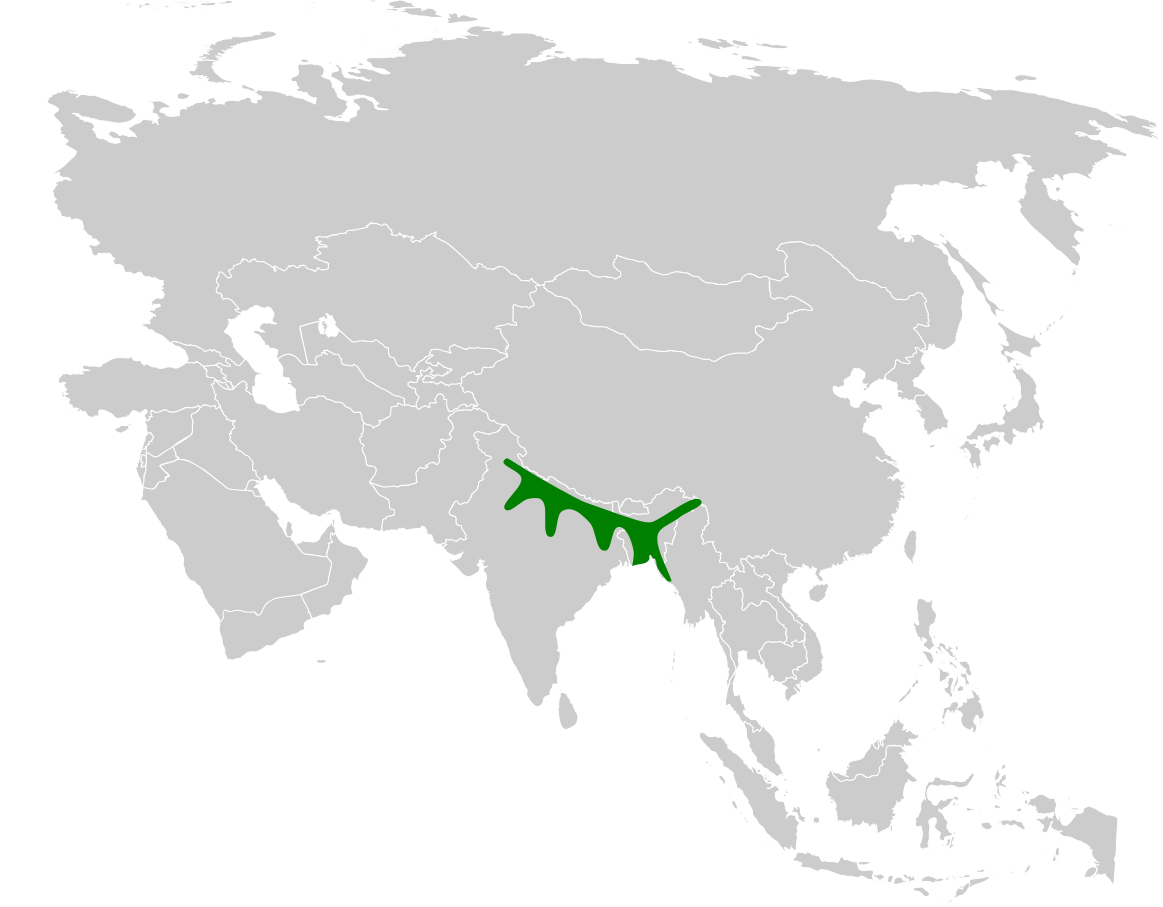
Bengallärkans utbredningsområde.

### Släktskap och släktestillhörighet
Bengallärkan placerades tidigare i släktet Mirafra, men genetiska studier från 2023 visar att det kan delas upp i fyra klader som är förhållandevis gamla, äldre än flera andra släkten i familjen. Författarna rekommenderar därför att Mirafra delas upp i flera släkten, där bengallärka med släktingar lyfts ut till nybeskrivna Plocealauda. Denna linje följs här. Närmaste släktingen till bengallärkan är indisk lärka.

## Levnadssätt
Bengallärkan hittas på öppen gräsmark och fält, generellt men inte nödvändigtvis med spridda buskar och träd. Födan är dåligt känd, men tros bestå av frön och ryggradslösa djur. Fågeln häckar mellan mars och augusti, huvudsakligen i maj och juni. Arten är stannfågel.

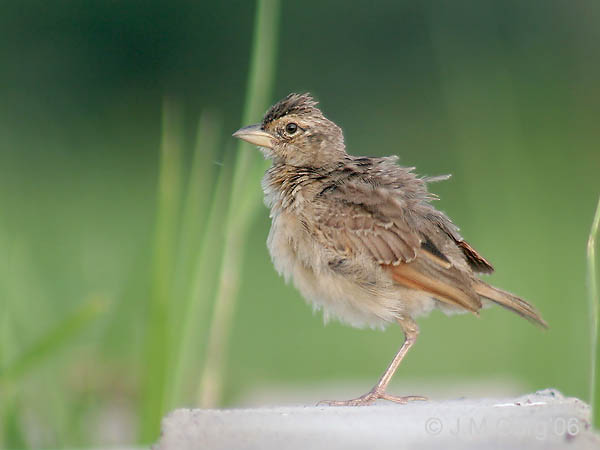
Bengallärka som just putsat sig.

## Status och hot
Arten har ett stort utbredningsområde och en stor population med stabil utveckling och tros inte vara utsatt för något substantiellt hot. Utifrån dessa kriterier kategoriserar internationella naturvårdsunionen IUCN arten som livskraftig (LC).